# Marek Chrolenko
Marek Chrolenko (ur. 1956) – były polski łyżwiarz figurowy, startujący w konkurencji par sportowych w duecie z Elżbietą Łuczyńską. Reprezentowali warszawski klub RKS Marymont.
Mistrz Polski z 1978 roku i uczestnik zawodów międzynarodowych, w tym w szczególności Mistrzostw Europy w 1977 i 1978 roku.
Po zakończeniu kariery zawodnika zajął się trenowaniem młodych łyżwiarzy. Mieszka i pracuje w Trondheim w Norwegii, w klubie Trondhjems Skøiteklub. Wśród jego zawodników są jego dzieci; syn Michael (wielokrotny Mistrz Norwegii i uczestnik Mistrzostw Europy i Świata) i córka Nicola. 

## Wybrane osiągnięcia
| Zawody międzynarodowe | Zawody międzynarodowe | Zawody międzynarodowe |
| Zawody                | 1976-77               | 1977-78               |
| --------------------- | --------------------- | --------------------- |
| Mistrzostwa Europy    | 7                     | 10                    |
| Blue Swords           | 7                     |                       |
| Zawody krajowe        |                       |                       |
| Mistrzostwa Polski    |                       | 1                     |